# TACAM R–2
A TACAM R–2 (Tun Anticar pe Afet Mobil, „önjáró páncéltörő ágyú”) egy román páncélvadász volt, melyet a második világháborúban használtak. A jármű létrehozásához a román hadseregben rendszeresített R–2 könnyű harckocsi teknőjét használták fel, melynek eltávolították a tornyát, helyére pedig elöl és oldalt páncéllemezekkel védett felépítménybe egy szovjetektől zsákmányolt ZISZ–3 típusú hadosztályágyút szereltek be. A páncélvadászból húsz darabot gyártottak 1944-ben. Mára egyetlen példánya maradt fenn. A harcjárművet bevetették Budapest ostrománál és a prágai támadó hadműveletben.

## Leírás
A TACAM R−2 fő fegyverzete egy szovjet gyártmányú 76,2 mm űrméretű ZISZ–3 hadosztályágyú, amelyet az R–2 könnyű harckocsi alvázára szereltek fel. Az ágyút és személyzetét doboz szerű, elöl, két oldalt és részben felül 10-17 mm vastag páncéllemezekből álló felépítménnyel védték a gyalogsági lövedékektől és tüzérségi lövedékek repeszeitől. A páncéllemezeket az úgyszintén szovjetektől zsákmányolt BT–7 és T–26 típusú könnyű harckocsik páncélzatából vágták ki. Az ágyút jobbra és balra is 30°-ban, felfelé 15°, lefelé pedig 5°-ban lehetett kitéríteni. A járműbe 30 darab 76,2 mm-es lövedéket málházhattak, ebből 21 darab repesz-romboló, 9 darab pedig páncéltörő lövedék volt. Az eredeti R−2 harckocsi teknőjét némiképpen átalakították, a homlokpáncélba épített 7,92 mm-es ZB53 géppuskát azonban megtartották. A harckocsitest páncélzata 8-25 mm vastagságú volt. Árokáthidaló képessége két méter, lépcsőmászó képessége fél méter, gázló képessége 0,8 méter volt.

## Fejlesztés
1942 decemberére nyilvánvalóvá vált, hogy a román hadsereg R–2 könnyű harckocsijai nem képesek felvenni a harcot a szovjetek közepes harckocsijai ellen, de valamit kezdeni kellett a rendelkezésre álló eszközökkel. Döntés született, hogy a harckocsik egy részét alakítsák át páncélvadásszá a német Marder II és román hadsereg saját, fejlesztés alatt álló TACAM T–60 páncélvadász mintájára. A prototípusnak kiválasztott R–2 tornyát eltávolították, amellyel az 1943-as nyár folyamán próbákat végeztek. Egy zsákmányolt 76,2 mm-es F–22 hadosztályágyú futóművét eltávolították és a torony nélküli R–2 harckocsiba építették egy új állványra erősítve azt. A küzdőteret zsákmányolt harckocsikról leszerelt páncéllemezekből fabrikálták. Új román és német irányzékokat szereltek az ágyúra az új román lőszerhez kalibrálva. Az 1943-as tesztek során kiderült, hogy az ágyú nem terheli túl a harckocsi futóművét, de az csak a T–34-esek ellen volt hatásos 500-600 méteres lőtávolságon belül. Eredetileg negyven harckocsi átalakítását tervezték, amely munkálatokat a bukaresti Leonida cég végezte, a folyamatot azonban nem tudták azonnal elkezdeni, mivel a németek még nem szállították le az R–2 harckocsik leváltására szánt új járműveket. A továbbiakban átalakított húsz páncélvadászt már az erősebb ZISZ–3 hadosztályágyúval szerelték fel.
Az újonnan megjelenő ISZ–2 nehéz harckocsik ellen új fegyverzettek akarták ellátni a TACAM R–2 páncélvadászokat. Tervek voltak a román gyártmányú 75 mm-es Reșița Model 1943 páncéltörő ágyú vagy a német 8,8 cm-es páncéltörő ágyú beépítésére, azonban a románok 1944 augusztusi átállásáig nem történt semmilyen előrehaladás a terv kivitelezésében.

## Alkalmazás
A Leonida 1944 februárjában kezdte meg a munkálatokat, majd az első húsz járművel június végére készültek el. A gyártást leállították, mert az ágyút elégtelennek találták az új ISZ–2 nehéz harckocsik ellen. 1944 júliusában tíz járművet a 63. TACAM századnak adtak át, melyet az 1. páncélos kiképző hadosztályhoz rendeltek. A maradék tíz páncélvadászt egy lovas hadosztályhoz osztották be. Az augusztus 23-i átállást követően 12 járművet a Niculescu-különítmény kapott meg, amelyet szeptember elején északra vezényeltek, hogy segítsen védekezni a tengelyhatalmak Erdély felől induló támadása ellen. Még négy páncélvadász érkezett, amikor szeptember 29-én a különítményt bevonták egy ad hoc páncélos csoportba az észak-erdélyi támadás előkészítéséhez. Ezt a csoportot 1944. október 25-én feloszlatták, miután a tengelyhatalmak visszavonultak Erdélyből.
1945 februárjában 12 darabot a 2. páncélosezredhez rendeltek, amelyet Csehszlovákiába küldtek. A szovjetek azonnal lefoglalták a páncélvadászok nagy részét, helyettük pedig zsákmányolt német harckocsikat adtak, de a március 31-i jelentésben még két továbbra is harcképes darabbal, április 24-én pedig két ismeretlen harcértékű darabbal rendelkeztek. Az egyik április 30. előtt megsemmisült, a másik májusban Brno közelében megsérült a még ellenálló német erők felszámolása közben. Az ezred 1945. május 14-i bukaresti visszatérésekor már egy páncélvadásszal sem rendelkeztek.
Egy megmaradt példány megtekinthető a bukaresti Román Nemzeti Hadtörténeti Múzeumban.

## Fordítás
- Ez a szócikk részben vagy egészben  a   TACAM R-2 című angol Wikipédia-szócikk ezen változatának fordításán alapul.  Az eredeti cikk szerkesztőit annak laptörténete sorolja fel. Ez a jelzés csupán a megfogalmazás eredetét és a szerzői jogokat jelzi, nem szolgál a cikkben szereplő információk forrásmegjelöléseként.